# 框移突變
框移突變（Frameshift mutation）又稱移碼突變，為一種基因突變，由非三的倍數個核苷酸的插入或刪除（indel）造成，因基因表現時密碼子是由三個核苷酸組成，此類插入或刪除會改變閱讀框架，進而使mRNA在此突變以後轉譯出完全不同的蛋白質。框移突變在開放閱讀框越上游的區域發生，對蛋白質的影響越大，且因框移突變可能會改變終止密碼子出現的位置，也會改變轉譯出蛋白質的大小，一般會使其完全失去功能。
Tay-sachs、家族性高胆固醇血症、史密斯-马吉利综合症、
等許多遺傳疾病和多種癌症皆與基因發生框移突變有關。